# Power Mac G5

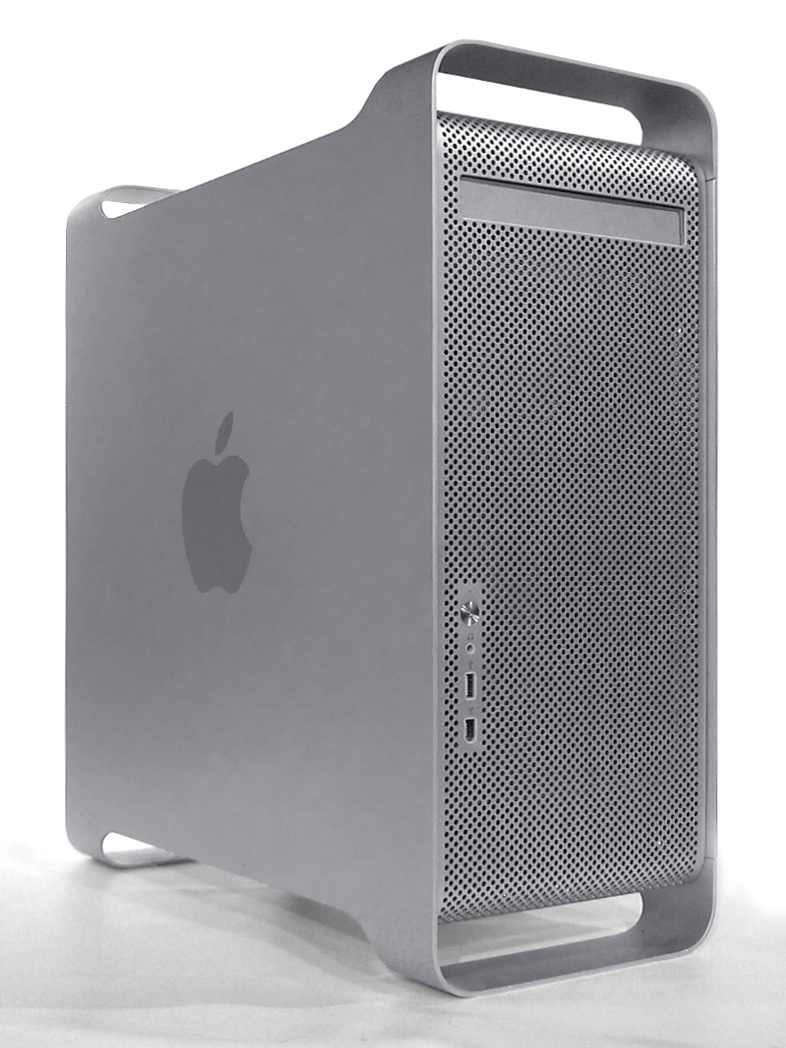
Power Mac G5.

El Power Mac G5 va ser la cinquena generació d'ordinadors Power Mac d'Apple Computer llançat en 2004 amb un preu aproximat de $39,999 per a la Quad-Core, $54,999 per a la 8-Core, $77,999 per a la 12-Core i $47,999 per al servidor. Cada ordinador tenia un processador G5 a 1.8 GHz, dos processadors G5 a 2.0 o 2.3 GHz o dos processadors G5 de doble nucli de 2,5 GHz cada processador tenia dues vies de 32 bits unidireccionals amb el que l'ordinador té una tecnologia de 64 bits i una velocitat de transmissió de dades de 20 GBs per segon. A això se li afegeixen fins a 8 gigabytes de memòria RAM.
Així el G5 pot suportar fins a 216 instruccions al mateix temps, que, segons Apple, un rendiment molt millor que qualsevol  PC compatible amb Windows de les mateixes característiques. Tot i que la companyia Apple afirmava en el llançament d'aquest producte que es tractava de l'ordinador personal més ràpid del món, aquest aspecte ha estat criticat per altres fonts  Arxivat 2004-12-25 a Wayback Machine..
Una configuració més compacta del mateix ordinador va ser llançada sota el nom de Xserve G5 per al mercat dels servidors de càlcul.
El PowerMac va deixar de fabricar a l'agost de 2006, amb la introducció de l'estació de treball Mac Pro, amb dos processadors Intel Xeon Dual Core i Quad Core.